# Neu! (album)
| Recensione     | Giudizio |
| -------------- | -------- |
| Ondarock       | [ 1 ]    |
| Piero Scaruffi | [ 2 ]    |

Neu! è il primo album in studio del duo tedesco Neu!, pubblicato nel 1972.

## Storia
Nati da una scissione interna ai Kraftwerk, band che si muoveva nella stessa città, Düsseldorf, i Neu! potevano vantare una piccola notorietà in patria, ma non nel resto d'Europa, dove la band non era mai riuscita a imporsi. Tuttavia nei decenni successivi il duo fu rivalutato come assai importante nella storia della musica tedesca. I segni caratteristici di questo primo lavoro sono le ritmiche meccaniche di Klaus Dinger, il cosiddetto motorick, su cui montano insopportabilmente le tastiere e le chitarre di Michael Rother.

## Tracce
Testi e musiche di Michael Rother e Klaus Dinger.
1. Hallogallo – 10:07
2. Sonderangebot – 4:50
3. Weissensee – 6:42
4. Im Glück – 6:52
5. Negativland – 9:42
6. Lieber Honig – 7:15

## Formazione
- Michael Rother - basso, chitarre
- Klaus Dinger - batteria, voce, chitarre